# Xiaocao'ezhen
Xiao Cao E zhen (Chinees: 小曹娥镇, pinyin: xiǎo Cáo É zhèn, Nederlands: "Kleine Cao'e-stad"), is een stad (officieel een town) in Yuyao, Ningbo, Zhejiang provincie, China, ongeveer 87 kilometer ten oosten van de provinciehoofdstad Hangzhou en ongeveer 50 km afstand van Ningbo haven. De stad is vernoemd naar het meisje Cao E (130-143), die tijdens een poging om haar vader redden van de verdrinkingsdood zelf ook verdronk. 

## Historie en populatie
De stad is in 1949 gesticht en heeft een populatie van 40400 (2017). Xiaocao'e-zhen heeft negen bewoners gemeenschappen onder haar hoede, waarvan er acht een dorp zijn, een van de dorpen heet Cao'e-dorp (曹娥村, Cao'e-cun). Xiaocao'e-zhen heeft een totaaloppervlakte van 33,04 vierkante kilometer en het gebied is dicht bevolkt. Kinderen onder de 15 jaar maken 10,0% uit van de bevolking, volwassenen 15-64 jaar 76%, en ouder dan 65 jaar 12,0%, de verdeling tussen man en vrouw is ongeveer gelijk. 

## Klimaat
De streek rond Xiao Cao E zhen heeft een gematigd klimaat zonder droog seizoen maar met veel regen in de altijd warme zomer, een klimaat classificatie Cfa volgens Köppen. De gemiddelde luchtvochtigheid ligt tussen 70-80%, met in juni de hoogste en in april de laagste waarde. De gemiddelde jaarlijkse neerslag is 1778 millimeter. De natste maand is juni, met een gemiddelde van 285 mm neerslag, en de droogste maand is januari, met 60 mm neerslag. De gemiddelde temperatuur ligt tussen 5 graden Celsius in de winter (januari) en 28 graden Celsius in hartje zomer (juli), met soms uitschieters naar boven. Uren zonneschijn loopt van 5 uur/dag in de winter en 10 uur/dag in de zomer.
| Maand                          | jan | feb | mrt | apr | mei | jun | jul | aug | sep | okt | nov | dec | Jaar |
| ------------------------------ | --- | --- | --- | --- | --- | --- | --- | --- | --- | --- | --- | --- | ---- |
| Hoogste maximum (°C)           | 29  | 28  | 33  | 34  | 35  | 37  | 40  | 38  | 38  | 34  | 32  | 29  | 40   |
| Gemiddeld maximum (°C)         | 8   | 13  | 18  | 23  | 29  | 32  | 33  | 30  | 27  | 24  | 19  | 11  | 22   |
| Gemiddelde temperatuur (°C)    | 5   | 6   | 10  | 16  | 20  | 24  | 28  | 28  | 24  | 19  | 13  | 8   | 17   |
| Gemiddeld minimum (°C)         | 2   | 3   | 8   | 12  | 16  | 20  | 25  | 24  | 20  | 14  | 8   | 2   | 13   |
| Laagste minimum (°C)           | −6  | −6  | −2  | −2  | 7   | 12  | 15  | 19  | 13  | 2   | −3  | −7  | 2    |
|                                |     |     |     |     |     |     |     |     |     |     |     |     |      |
| Neerslag (mm)                  | 60  | 137 | 152 | 125 | 149 | 285 | 139 | 251 | 183 | 143 | 68  | 85  | 148  |
| Zonuren (uur/dag)              | 3   | 3   | 7   | 8   | 9   | 9   | 10  | 9   | 7   | 6   | 3   | 3   | 6,4  |
| Regendagen (dag)               | 13  | 13  | 18  | 17  | 17  | 17  | 14  | 15  | 15  | 13  | 10  | 9   | 171  |
| Relatieve luchtvochtigheid (%) | 73  | 73  | 73  | 73  | 75  | 80  | 80  | 80  | 80  | 75  | 75  | 75  | 76   |
| Bron: nasa                     |     |     |     |     |     |     |     |     |     |     |     |     |      |

## Industrie
Xiao Cao E zhen heeft een reputatie op het gebied van honing en mosterd, maar ook staat de stad bekend om zijn fruit, komkommers, pompoenen, pepers en katoen. Daarnaast zijn de glasvezelindustrie en de micro-motorindustrie traditionele industrieën in de stad. 
Xiao Cao E zhen is gekozen tot een van de 1000 topsteden (towns) in China.